# 湘南市

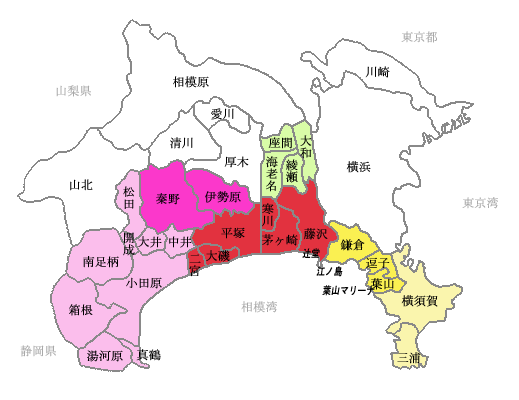
赤い部分が湘南市への参加が想定されていた地域

湘南市（しょうなんし）は、神奈川県平塚市、藤沢市、茅ヶ崎市、高座郡寒川町、中郡大磯町、二宮町の6市町の合併構想により、新設が検討されていた人口約97万人（当時）の都市である。政令指定都市への移行を目指したが、合併まで至らなかった。
合併が実現していれば、神奈川県第3位の人口を有する都市となり、2010年4月に政令市に移行した相模原市よりも規模の大きい政令市が誕生し、また同一県内に4つの政令市（横浜市・川崎市・相模原市・湘南市）を擁した可能性もあった。
2002年1月に研究会が発足、会長には平塚市長（当時）の吉野稜威雄が就任し、2003年4月までに9回会合が開かれた。吉野市長は、政令指定都市になれば大きな権限によって独自の自治体運営ができることや、湘南を生かせることを示した。また今後少子高齢化が見込まれる中で小規模自治体の困難な存続よりも政令指定都市として県と同程度の権限を持って、考えたことを実際に実行できること、また、県を通さずに国と直接議論ができることのメリットを明らかにした。しかし、2003年4月27日の統一地方選挙において、平塚市長選では合併反対を訴えた元市議の大藏律子が推進派の現職を破って当選した。同じく茅ヶ崎市長に当選した服部信明も、登庁後の会見で合併に難色を示した。湘南市研究会メンバーで大磯町長の三沢龍夫も研究会存続の厳しさを語るなど実現は困難になり、2003年5月26日の会合で白紙とされ、研究会も解散された。

## 概要
6市町の新設合併が実現した場合の人口等は、以下のようになる。
- 人口：1,052,245人（2025年2月1日推計人口合算値）
- 面積：212.69km2
- 人口密度：約4,950人/km2（上記の人口と面積により算出）